# Нарративная терапия
Наррати́вная терапи́я (англ. narrative therapy) — подход в сфере психотерапии и работы с сообществами, использующий метафору нарратива, возникший на рубеже 1970—1980 годов. Непосредственными авторами данного подхода принято считать австралийца Майкла Уайта и новозеландца Дэвида Эпстона.
Цель нарративной терапии заключается в создании вокруг клиента пространства для развития альтернативных, предпочитаемых историй, которые дадут ему возможность почувствовать себя способным повлиять на ход течения собственной жизни, стать непосредственно автором своей истории и воплотить её, привлекая «своих» людей для повышения чувства заботы и поддержки.

## История

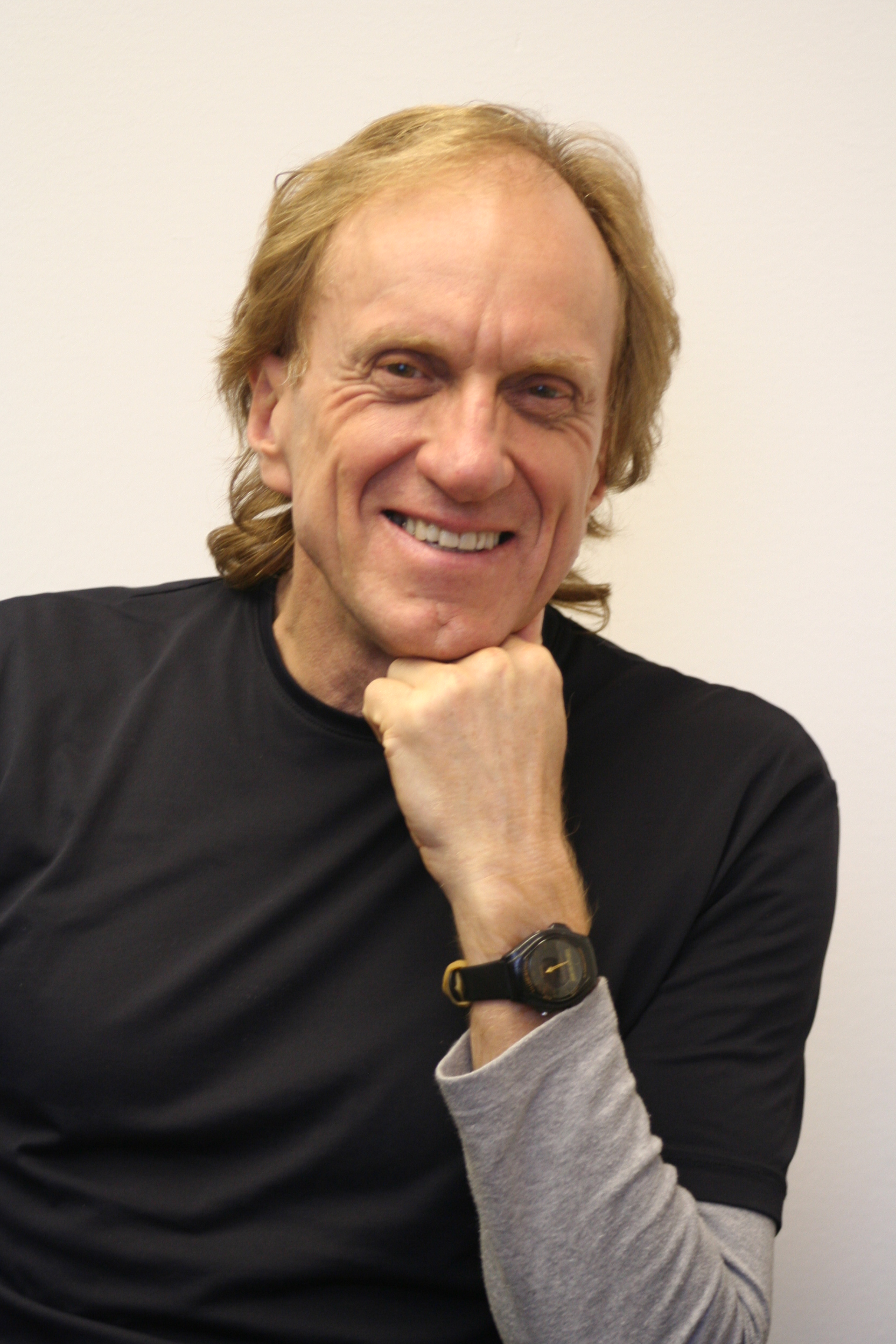
Майкл Уайт — создатель нарративной практики

У истоков нарративного подхода стоят идеи, разработанные в различных областях научного знания: в психологии (Дж. Брунер, Т. Сарбин, Л. С. Выготский и др.), в антропологии (К. Гирц, Э. Брунер, В. Тернер), теории литературы (В. Я. Пропп, М. М. Бахтин, Н. Фрай), истории систем познания (М. Фуко, К. Герген), биологии и теории систем (Г. Бэйтсон, У. Матурана).
Майкл Уайт и Дэвид Эпстон объединили эти идеи, и на свет появилось направление, получившее название «нарративная практика». Заслуга в становлении этого течения в консультировании не принадлежит исключительно М. Уайту и Д. Эпстону. Активное использование метафоры нарратива было замечено в социальных науках в 1980-х годах. Так, в 1986 году были опубликованы статьи Теодора Сарбина «Нарратив как базовая метафора для психологии» и Джерома Брунера «Жизнь как нарратив». Работы данных авторов оказали достаточно сильное влияние на развитие нарративных школ в мире.
Брунер говорил о том, что в человеческом мышлении можно выделить два модуса: логико-парадигматический (внеконтекстный) и нарративный (контекстуализированный). Последний в свою очередь является основным средством осмысления жизненных событий и переживаний людей.
Первая Международная конференция по нарративной терапии и работе с сообществами состоялась в 1999 году в Аделаиде, Австралия, а в июле 2011 года в Эль-Сальвадоре, Бразилия, состоялась уже десятая. Интерес к нарративной практике не ограничивается конференциями. Ежегодно публикуются книги, выходят международные и национальные журналы. Нарративная терапия и работа с сообществами активно развивается и получила распространение во многих странах мира — за исключением стран Средней Азии, Аравийского полуострова и Северо-Африканского побережья Средиземного моря.
В практике российских консультантов нарративная практика появилась в конце 1990-х годов, в контексте обучения семейных терапевтов. Начиная с 2004 года, семинары с зарубежным преподавателями получили характер регулярных. Ряд отечественных нарративных практиков также проводит обучение тех, кто заинтересован в освоении данного подхода.

## Основные понятия и идеи нарративного подхода
Метафора нарратива, представляющая собой последовательность событий во времени, объединенных темой и сюжетом, является ключевой для понимания
жизненных событий и переживаний людей в нарративном подходе. Нарративный практик ставит перед собой цель — создать условия для насыщенного описания предпочитаемой истории человека, обратившегося за консультацией.
По мнению нарративных терапевтов, «объективная реальность» является труднопостижимой. Любое знание, которое имеется у человека, по мнению нарративных терапевтов, есть знание с определенной позиции. Что важно, так это то, что необходимо учитывать социальный, культурный и исторический контекст, в котором оно порождается.
В логике нарративного подхода принято считать, что жизнь каждого человека полиисторична. В ней разные истории состязаются за право быть в привилегированном положении, какая-то из них доминирует. Если доминирующая история является препятствием для развития, можно говорить о существовании проблемы .
Также нарративные терапевты указывают на наличие опыта, не включенного в историю. Из него можно собрать истории, альтернативные доминирующей, и выяснить, какая из них является предпочитаемой. «Исключения» из такой проблемной истории в нарративном подходе называют «уникальными эпизодами».
Помимо этого сторонники нарративного подхода полагают, что любое проявление опыта основывается на отличии этого опыта от его иного, от того, что можно назвать «отсутствующим, но подразумеваемым» в этом опыте. Так, человек говорит об отчаянии, потому что он может сравнить «отчаяние» с чем-то известным ему, что отчаянием не является. Например с «радостью» или «уверенностью в завтрашнем дне».
Так как не существует правильных историй, которые подходят всем, терапевт не может знать, что такое «правильное» развитие вообще и для данного человека в частности. Один из самых главных принципов гласит: терапевт не занимает экспертную позицию в жизни человека, сам клиент является экспертом.
Терапевт (или «практик», как многие из них предпочитают себя называть) не навязывает тому, кто обратился за помощью (слово «клиент» тоже не употребляется"), никаких методов, которые сам считает правильными. Задача терапевта состоит в том, чтобы человек выбрал из нескольких альтернативных направлений развития беседы тот, который больше нравится самому клиенту. За счет этого происходит укрепление контактов с теми ценностями и принципами, которые являются для него наиболее важными в предпочитаемых историях его жизни. Терапевт, выступая в качестве соавтора, является экспертом не по содержанию опыта человека, с которым ведется работа, а по задаванию вопросов.
Позиция терапевта является децентрированной и влиятельной. Это означает, что центральной фигурой всегда будет клиент, его ценности, знания, опыт и умения. За счет своих вопросов консультант создает пространство для выяснения различий. Он отчетливо осознает отношения властной позиции и противостоит злоупотреблению ею.
Занимая «неэкспертную» позицию, терапевт делает особый акцент на уважительное любопытство, что задает неиерархичность нарративного сообщества. Это является достаточно необычным подходом. В сообществе нарративных практиков вы не найдете «лестницы», по которой необходимо взбираться, чтобы достичь определенных успехов и твое мнение считалось бы достойным внимания. Также среди нарративных практиков принята этика заботы о коллегах, а не этика контроля; принято уделять большое внимание тому, чтобы никто из коллег не чувствовал себя игнорируемым. Нарративные практики говорят о том, что даже когда они работают с человеком индивидуально, это все равно является работа с сообществом, которому он принадлежит.

## Методы работы в нарративном подходе
В качестве основных методов нарративного подхода выделяют следующие:
- Экстернализация проблемы (вынесение проблемы вовне) — представление проблемы в качестве некого антагониста в рамках нарративной метафоры. При этом внимание обращается на влияние проблемы на человека и влияние человека на проблему. Человек определяет свою позицию по данной проблеме, выясняет, почему она такова.
- Деконструкция — поиск оснований для идей и позиций клиента. Данный метод позволяет человеку осознать, что именно он является автором истории, а не кто-либо другой. Изучается контекст возникновения дискурсивных предписаний, отношения власти, в том числе кто влияет на них и то, кому выгодно существование подобных предписаний.
- Восстановление участия (re-membering) — к работе, реально или виртуально, привлекаются другие люди, дающие дополнительную точку зрения на человека и его историю с целью создания сообщества поддержки предпочитаемой истории.
- Работа с внешними свидетелями — человек, обратившийся за помощью, рассказывает свою историю не только терапевту, но и другим людям (свидетелям), которых после рассказа спрашивают о том, какой посыл они получили, каким теперь видят образ человека, какими видят его ценности и принципы. Свидетели подробно рассказывают, почему их привлекли те или иные слова, какой их личный опыт откликается, какие знания они приобрели за счет этой истории. Этот приём входит в церемонию признания самоопределения человека[4].

## Современное состояние нарративного подхода
В настоящее время нарративный подход активно развивается. Сообщества нарративных терапевтов уже появились более чем в 40 странах мира, и распространение идей нарративных практиков только набирает свои обороты. Так, опубликовано уже более 1000 статей; регулярно в свет выходят книги, посвященные этой теме; проводятся международные и национальные конференции; разыгрываются гранты на проведение программ в логике нарративного подхода, и т. д.
Нарративные идеи и методики задействованы в различных сферах консультирования: это и работа с семьями, и работа в школах, и примирительные программы с подростками и взрослыми, и работа с пострадавшими от насилия, и экстремальные ситуации. Сфера применения нарративного подхода постоянно расширяется.
Если же рассматривать более частные случаи, то нарративная практика эффективно применяется в работе с людьми и сообществами, пережившими любого рода травму, например: оккупация, геноцид, лагеря беженцев и т. д. Также ведется работа с любыми меньшинствами, с заключенными в тюрьмах или с людьми, для кого традиционная психотерапия является недоступной в силу культурных или религиозных особенностей.
Например, иранские жёны наркоманов в результате групповой нарративной терапии улучшили качество жизни.